# Pusher
Pusher es una película danesa de Thriller-drama de 1996 dirigida por Nicolas Winding Refn, siendo éste su debut cinematográfico. Esta cinta es protagonizada por Kim Bodnia, Zlatko Burić, Laura Drasbæk, Slavko Labović, y Mads Mikkelsen. Es la primera de la trilogía homónima, que continúa con Pusher II (2004) y Pusher III (2005) y fue ganadora del Premio Bodil 1997 al Mejor actor secundario, para Zlatko Burić.
La película está ambientada en el entorno criminal de Copenhague y cuenta la historia del narcotraficante Frank (Kim Bodnia) quien después de perder una gran cantidad de dinero en un negocio de drogas que sale mal, se desespera porque solo tiene unos días para recaudar el dinero que debe.
En 2003, Refn estrenó un thriller llamado Fear X, protagonizado por John Turturro. Con esta película, el director quedó arruinado financieramente. Aunque no tenía intención de convertir a Pusher en una franquicia, estas dificultades financieras obligaron a Winding Refn a hacer dos secuelas: Pusher II, centrado en el personaje de Mikkelsen después de los acontecimientos de la primera película, y Pusher III, centrado en el personaje de Burić introducido en la primera parte que conforma esta trilogía. Ambas secuelas fueron exitosas en términos financieros y además fueron alabadas por los críticos cinematográficos.
Una nueva versión hindi de la película también se lanzó en 2010, seguida de un remake británico en 2012.

## Sinopsis
Un traficante de drogas callejero comienza a vender su mercancía y gradualmente se va involucrando en deudas y peligrosas situaciones dentro de los bajos fondos de Copenhague.

## Argumento
La película comienza en Copenhague con un traficante de drogas de bajo nivel llamado Frank (Kim Bodnia) yendo a un trato de heroína con su compañero Tonny (Mads Mikkelsen). La pareja sólo logra vender algunos de sus productos y luego pierden tiempo en la ciudad. Frank luego visita a su amiga Vic (Laura Drasbæk), una prostituta que tiene parte del alijo de Frank por una tarifa. Vic quiere tener una relación seria con Frank, pero Frank prefiere que sea puramente casual.
Frank es visitado por un excompañero de celda, un sueco llamado Hasse (Peter Andersson), y establecen un gran negocio de drogas. Más tarde, Frank visita a su proveedor, el narcotraficante local serbio Milo (Zlatko Burić), para obtener la heroína. Ya que le debe dinero a Milo, Frank no puede cubrir el coste de la heroína, pero Milo le permite tomar las drogas siempre que regrese inmediatamente con el dinero.
Sin embargo, el trato sale mal cuando llega la policía. En el intento de escapar de ellos, Frank tira la heroína en un lago. Una vez trasladado a comisaría, los agentes de policía convencen a Frank de que Tonny ha entregado una confesión que implica a Frank, pero este no admite nada. Cuando Frank es liberado después de 24 horas, regresa a Milo para explicar cómo perdió el dinero y las drogas. Milo no cree en la historia de Frank y exige que pague aún más de lo que ya debe. Frank inmediatamente busca a Tonny y lo golpea salvajemente con un bate de béisbol.
El secuaz de Milo, Radovan (Slavko Labović), acompaña a Frank para ayudarlo a cobrar algunas de sus propias deudas para usarlas en su deuda con Milo. La pareja tiene una conversación amistosa y Radovan comparte su deseo secreto de abrir un restaurante. Radovan intenta obligar a un cliente adicto de Frank a robar un banco para cubrir su deuda, pero el adicto se suicida frente a ellos. Mientras Frank hace otros intentos desastrosos de ganar dinero, Vic se vuelve cada vez más insistente en que se comporten como pareja. La lleva a varios clubes y hace planes para llevarla al veterinario para ver a su perro enfermo.
Frank finalmente hace un trato, pero su mula lo traiciona y cambia la heroína por bicarbonato de sodio. Radovan abandona su actitud amistosa y comienza a amenazar a Frank con lesiones graves si no paga pronto. Frank sufre un alboroto desesperado, robando dinero y drogas del gimnasio de algunos culturistas que trafican drogas, pero Radovan lo recoge y lo tortura. Frank logra escapar y hace planes para huir con Vic a España. Después de hacer con éxito su acuerdo final en Copenhague, Frank recibe una llamada de Milo, quien promete aceptar un pago simbólico para poner fin a su enemistad. Cuando Frank le informa sin rodeos a Vic que sus planes para huir se cancelan, ella le roba su alijo de dinero y se escapa.
La película termina con Frank tratando de recuperar el aliento mientras todos sus enemigos en Copenhague se preparan para deshacerse de él.

## Reparto y personajes
- Kim Bodnia - Frank
- Zlatko Burić - Milo
- Laura Drasbæk - Vic
- Slavko Labović - Radovan
- Mads Mikkelsen - Tonny
- Vanja Bajičić - Branko
- Peter Andersson - Hasse
- Lisbeth Rasmussen - Rita
- Levino Jensen - Mike
- Thomas Bo Larsen - Drogadicto
- Lars Bom - Oficial de policía
- Nicolas Winding Refn - Brian
- Gordon Kennedy - Scorpion
- Jesper Lohmann - Mikkel

## Producción

### Desarrollo
La idea de la película comenzó como un "corto" de cinco minutos que Winding Refn había hecho como una solicitud para una escuela de cine danesa. Refn rechazó la oferta que recibió posteriormente, y decidió transformar a Pusher en un largometraje utilizando fondos que había logrado mediante una subvención de unos 800.000 euros que el gobierno danés le había concedido para hacer su película.
Refn se asoció con el estudiante de cine Jens Dahl para escribir el guion de la película. Su objetivo era contar la historia de un hombre bajo presión, oponiéndose al estilo de vida con glamour de un traficante de drogas mostrado en cintas como Scarface o Goodfellas. Además organizó los eventos de la trama de acuerdo con los días de la semana en sus notas y esto se estableció posteriormente en el producto final. Las principales inspiraciones de Refn para la película fueron The Battle of Algiers, Cannibal Holocaust, The French Connection, The Killing of a Chinese Bookie y Mean Streets.

### Rodaje
Durante el rodaje, el director se encontraba insatisfecho con el actor que había interpretado a Frank, creyéndolo demasiado calmado y aburrido. Dos semanas antes de que comenzara el rodaje, Winding Refn despidió al actor sin un reemplazo en el papel protagonista. Nicolas se acercó a Kim Bodnia, que era un actor establecido en ese momento, y éste aceptó. Aunque los otros roles protagonistas estaban ocupados principalmente por actores experimentados, muchos de los roles secundarios fueron desempeñados por amigos o personas acostumbradas a la vida en la calle.
Bodnia aportó un mayor grado de intensidad y agresividad a la parte para la que algunos actores no estaban preparados. Winding Refn afirmó que las reacciones de sorpresa de algunos actores son genuinas, ya que no habían ensayado con Bodnia de antemano y esperaban las actuaciones más tranquilas del actor anterior.
Slavko Labović, quien interpretó al matón serbio Radovan, era amigo del criminal de guerra serbio Željko Ražnatović. Proporcionó un póster de Ražnatović para usar como accesorio en la sede de Milo. El actor que interpreta a Milo, Zlatko Burić, es en realidad un croata. Winding Refn se preocupó cuando la violencia estalló entre serbios y croatas durante el rodaje, pero dichos eventos no causaron problemas en el set de rodaje.
La película se filmó utilizando las normas sindicales danesas, ya que no se permitió rodar más de 8 horas de filmación por día, y tampoco los fines de semana. Las reglas, combinadas con el alto coste de los permisos de filmación, causaron varias limitaciones de tiempo y presupuesto. La película fue filmada completamente con cámaras de mano. Winding Refn quería capturar una sensación realista y documental de la película. Esto causó problemas con las limitaciones de tiempo del horario de rodaje y el deseo de Winding Refn de mantener la película en la sombra. Los actores a menudo están retroiluminados o son difíciles de ver debido a los bajos niveles de iluminación utilizados durante la grabación.
La película se rodó casi por completo en orden cronológico. Winding Refn más tarde admitió que filmar escenas fuera de orden era confuso para él; sin embargo, algunas escenas se volvieron a filmar o se agregaron más tarde. La escena en la que Frank dispara a los matones de Milo se filmó originalmente sin efectos especiales, pero Winding Refn no estaba satisfecho con los resultados y volvió a filmar la escena. La escena con el drogadicto se filmó después de que se completara el rodaje para reemplazar una escena anterior que Refn descartó porque se trataba de una visión anticuada del personaje de Frank.

## Banda sonora
El punk rocker Peter Peter y el compositor Povl Kristian compusieron la partitura y formaron la banda temporal Prisoner para interpretar la partitura: Peter tocando la guitarra y Kristian tocando el clavicordio. Kristian también compuso la canción "Summers got the color" con letra de Lars K. Andersen e interpretada por Aud Wilken. Aunque Povl Kristian no participó en la composición de la banda sonora en las posteriores secuelas, el "tema Pusher" que escribió con Peter Peter se usó en todas las siguientes películas.

## Recepción
Desde su lanzamiento, Pusher fue considerada la primera película de gánsteres en lengua danesa y se convirtió en un gran éxito para Nicolas Winding Refn, Kim Bodnia y Mads Mikkelsen, entre otros de los actores principales. Refn afirmó que la película inspiró a distintos cultos de admiradores e influyó en la moda danesa para emular ciertos trajes usados por los personajes. A raíz del éxito de esta cinta, Kim Bodnia lanzó una carrera muy exitosa como protagonista en el cine danés, en gran parte, debido al éxito de la película. Zlatko Burić recibió un Premio Bodil en 1997 por su actuación como Milo.
La película tiene un puntaje de 81% de críticas positivas en el agregador de reseñas Rotten Tomatoes con un puntaje promedio de 6.9 / 10. En la página web Metacritic le ha dado a la película una puntuación promedia de 72 sobre 100, lo que significa "Reseñas generalmente favorables". En Filmaffinity, los usuarios le han dado a la película una nota promedia de 6'6 sobre 10.

## Misceláneas
- En una entrevista con el director, Mikkelsen afirmó que «el concepto del Dogma 95 está muy inspirado en Pusher I, aunque Lars von Trier y Thomas Vinterberg no lo van a admitir jamás».[5][10] Años más tarde, Mikkelsen es reclutado por Vinterberg para interpretar a Lucas en la película danesa Jagten.[11]
- En la escena que Frank y Tonny están en la farmacia comprando vitaminas (justo antes del acuerdo de drogas con el sueco), podemos ver al camarógrafo reflejado en un espejo.[12]
- Cuando Frank y Tony están en el coche de Frank, pasan un cruce justo antes de que suene el teléfono de Frank. 20 segundos después, cuando Frank termina su llamada telefónica, giran a la derecha en el mismo cruce que acaban de pasar.[12]
- En una entrevista con James Franco, Refn afirmó que «hice de todo para que la película fuera lo más real posible. Recuerdo haber llamado al capitán de los Hell's Angels en Copenhague y les pregunté si querían estar en la película. Ellos rechazaron la oferta. De todos modos, estaba dispuesto a conseguirlo de todas las maneras posibles». Además, también confesó que «toda la cocaína mostrada en la película era real».[13]

## Premios

### Premios Bodil
| Año  | Categoría              | Persona    | Resultado |
| ---- | ---------------------- | ---------- | --------- |
| 1997 | Mejor actor secundario | Kim Bodnia | Ganador   |

## Secuelas
Pusher tuvo dos secuelas focalizadas en diferentes personajes del mismo universo malsano de Copenhague:
- Pusher II: sigue al antiguo compañero de Frank, Tonny (Mikkelsen). En esta ocasión, Tonny lucha contra su padre después de su liberación de prisión; Tonny al mismo tiempo negocia la posibilidad de convertirse en padre y también descubre de que su madre había muerto mientras él estaba encarcelado.
- Pusher III: sigue al narcotraficante de la primera entrega, Milo (Burić). En la última parte de la trilogía, somos testigos de un día muy agitado en la vida de Milo. Debe lidiar con su intento de sobriedad, una serie de tratos criminales problemáticos y la celebración del cumpleaños de su hija, de la cual él es el chef.